# Temporary Residence Limited
Temporary Residence Limited (TRL) est un label discographique américain, fondé en 1996 et basé à Brooklyn. Il est spécialisé dans la musique expérimentale (post-rock, math rock, rock progressif, ambient, drone).

## Histoire
TRL est fondé en 1996 à Louisville, dans le Kentucky, par Jeremy DeVine, et se concentre d'abord sur la sortie de musique de groupes basés à Louisville. DeVine déménage à Baltimore (Maryland) à la fin des années 1990 pour étudier au Maryland Institute College of Art, mais abandonne ses études pour se concentrer sur la gestion du label à la fin de la décennie. DeVine se délocalise ensuite à Brooklyn, New York.
Le label publie la série d'albums Travels in Constants en édition limitée. En décembre 2005, le webzine américain Somewhere Cold élit Temporary Residence Limited « label de l'année » sur sa liste 2005 Somewhere Cold Awards Hall of Fame.

## Groupes et artistes

### Actuels
- The Anomoanon
- Bellini
- By the end of tonight
- Caroline
- Cex
- The Drift
- Eluvium
- Envy
- Explosions in the Sky
- Fridge
- Howard Hello
- The Ladies
- Lazarus
- Maserati
- Miss Violetta Beauregarde
- Mono
- Nice Nice
- Parlour
- Rumah Sakit
- Sleeping People
- Tarentel

### Anciens
- Cerberus Shoal
- Halifax Pier
- Icarus
- Kammerflimmer Kollektief
- Kilowatthours
- Lumen
- Nightfist
- Sonna
- Sybarite